# Simen Rafn
Simen Rafn (Fredrikstad, 16 febbraio 1992) è un calciatore norvegese, centrocampista del Fredrikstad.

## Biografia
È il figlio di Jan Rafn, anch'egli calciatore.

## Carriera

### Club
Rafn ha iniziato la carriera professionistica con la maglia del Fredrikstad. Ha debuttato nella 1. divisjon il 5 aprile 2010, sostituendo Amin Askar nella vittoria per 3-0 sull'Alta. Il 31 ottobre ha segnato la prima rete in squadra, nella vittoria per 2-1 sul Tromsdalen. La squadra, nella stessa stagione, ha raggiunto la promozione.
Il 25 aprile 2011 ha esordito allora nell'Eliteserien: è subentrato a Mads André Hansen nella sconfitta per 3-1 in casa dello Stabæk. Ha totalizzato 16 presenze in squadra, nella sua prima annata nella massima divisione norvegese. Il Fredrikstad è tornato in 1. divisjon al termine del campionato 2012.
Il 28 ottobre 2013, Rafn ha rinnovato il contratto che lo legava al Fredrikstad fino al 31 dicembre 2015. È rimasto in squadra sino al termine di questo accordo, congedandosi dal club con 139 presenze e 5 reti tra tutte le competizioni.
Il 22 novembre 2015, gli svedesi del Gefle hanno annunciato d'aver ingaggiato Rafn, che ha firmato un contratto biennale valido a partire dal 1º gennaio 2016. Prima di iniziare il pre-campionato con il Gefle, Rafn ha accusato un infortunio mentre giocava a calcio nel tempo libero in Norvegia con degli amici: l'incidente si è rivelato più grave di quanto ipotizzato inizialmente, visto che gli esami hanno evidenziato una rottura del legamento crociato che lo avrebbe costretto a perdere almeno gran parte dell'Allsvenskan 2016. È tornato in campo in partite ufficiali in data 24 agosto, schierato titolare nella partita vinta per 0-1 sul campo del Söderhamn, in una sfida valida per la Svenska Cupen 2016-2017. Alla fine della prima stagione in squadra, il Gefle è retrocesso e Rafn ha rescisso il contratto con il club con un anno d'anticipo sulla naturale scadenza, senza aver disputato neanche un incontro nella massima divisione locale.
Il 3 gennaio 2017, dopo aver sostenuto un periodo di prova in squadra, ha firmato ufficialmente un contratto biennale con il Lillestrøm. Il 17 ottobre ha prolungato l'accordo che lo legava al club fino al 31 dicembre 2020. Ha esordito in squadra il successivo 2 aprile, schierato titolare nel 2-1 inflitto al Sandefjord. Il 13 maggio ha trovato la prima rete, nel pareggio per 1-1 arrivato sul campo del Kristiansund. Ha totalizzato 36 presenze e 3 reti nel corso di questa stagione, tra tutte le competizioni. Il Lillestrøm ha chiuso l'annata con la vittoria finale del Norgesmesterskapet 2017.
Il 17 marzo 2021, Rafn ha firmato un contratto annuale con l'Aalesund. Il 10 gennaio 2022 ha firmato un nuovo accordo con l'Aalesund, valido per una stagione.
Il 21 novembre 2022, il Fredrikstad ha reso noto il ritorno in squadra di Rafn, che ha firmato un accordo triennale valido a partire dal 1º gennaio 2023.

### Nazionale
Rafn ha rappresentato la Norvegia a livello Under-17 e Under-18.

## Statistiche

### Presenze e reti nei club
Statistiche aggiornate al 21 novembre 2022.
| Stagione           | Club               | Campionato         | Campionato | Campionato | Coppe nazionali | Coppe nazionali | Coppe nazionali | Coppe continentali | Coppe continentali | Coppe continentali | Supercoppe | Supercoppe | Supercoppe | Totale | Totale |
| Stagione           | Club               | Comp               | Pres       | Reti       | Comp            | Pres            | Reti            | Comp               | Pres               | Reti               | Comp       | Pres       | Reti       | Pres   | Reti   |
| ------------------ | ------------------ | ------------------ | ---------- | ---------- | --------------- | --------------- | --------------- | ------------------ | ------------------ | ------------------ | ---------- | ---------- | ---------- | ------ | ------ |
| 2010               | Fredrikstad        | 1D                 | 23+3       | 2+0        | CN              | 2               | 0               | -                  | -                  | -                  | -          | -          | -          | 25     | 2      |
| 2011               | Fredrikstad        | ES                 | 16         | 0          | CN              | 5               | 0               | -                  | -                  | -                  | -          | -          | -          | 21     | 0      |
| 2012               | Fredrikstad        | ES                 | 11         | 1          | CN              | 0               | 0               | -                  | -                  | -                  | -          | -          | -          | 11     | 1      |
| 2013               | Fredrikstad        | 1D                 | 21         | 1          | CN              | 3               | 0               | -                  | -                  | -                  | -          | -          | -          | 24     | 1      |
| 2014               | Fredrikstad        | 1D                 | 30+1       | 0          | CN              | 2               | 0               | -                  | -                  | -                  | -          | -          | -          | 33     | 0      |
| 2015               | Fredrikstad        | 1D                 | 30         | 1          | CN              | 1               | 0               | -                  | -                  | -                  | -          | -          | -          | 31     | 1      |
| 2016               | Gefle              | A                  | 0          | 0          | CS              | 1               | 0               | -                  | -                  | -                  | -          | -          | -          | 1      | 0      |
| 2017               | Lillestrøm         | ES                 | 29         | 2          | CN              | 7               | 1               | -                  | -                  | -                  | -          | -          | -          | 36     | 3      |
| 2018               | Lillestrøm         | ES                 | 28         | 1          | CN              | 6               | 0               | UEL                | 2                  | 0                  | SN         | 1          | 0          | 37     | 1      |
| 2019               | Lillestrøm         | ES                 | 30+2       | 1+0        | CN              | 3               | 0               | -                  | -                  | -                  | -          | -          | -          | 35     | 1      |
| 2020               | Lillestrøm         | 1D                 | 23         | 1          | -               | -               | -               | -                  | -                  | -                  | -          | -          | -          | 23     | 1      |
| Totale Lillestrøm  | Totale Lillestrøm  | Totale Lillestrøm  | 110+2      | 5+0        |                 | 16              | 1               |                    | 2                  | 0                  |            | 1          | 0          | 131    | 6      |
| 2021               | Aalesund           | 1D                 | 25         | 0          | CN              | 1               | 0               | -                  | -                  | -                  | -          | -          | -          | 26     | 0      |
| 2022               | Aalesund           | ES                 | 28         | 1          | CN              | 3               | 0               | -                  | -                  | -                  | -          | -          | -          | 31     | 1      |
| Totale Aalesund    | Totale Aalesund    | Totale Aalesund    | 53         | 1          |                 | 4               | 0               |                    | -                  | -                  |            | -          | -          | 57     | 1      |
| 2023               | Fredrikstad        | 1D                 | 0          | 0          | CN              | 0               | 0               | -                  | -                  | -                  | -          | -          | -          | 0      | 0      |
| Totale Fredrikstad | Totale Fredrikstad | Totale Fredrikstad | 131+4      | 5+0        |                 | 13              | 0               |                    | -                  | -                  |            | -          | -          | 139    | 5      |
| Totale             | Totale             | Totale             | 94+6       | 11+0       |                 | 33              | 1               |                    | 2                  | 0                  |            | 1          | 0          | 336    | 12     |

## Palmarès

### Club

#### Competizioni nazionali
- Coppa di Norvegia: 2

Lillestrøm: 2017
Fredrikstad: 2024
- 1. divisjon: 1

Fredrikstad: 2023